# Scopula quinquefasciata
Scopula quinquefasciata är en fjärilsart som beskrevs av Holloway 1979. Scopula quinquefasciata ingår i släktet Scopula och familjen mätare. Inga underarter finns listade.